# Хингст, Ариане
Ариа́не Хи́нгст (нем. Ariane Hingst; род. 25 июля 1979[…], Западный Берлин) — немецкая футболистка, выступавшая на позиции защитницы и полузащитницы. Выступала за сборную Германии. Двукратный чемпион мира (2003 и 2007), четырёхкратный чемпион Европы (1997, 2001, 2005, 2009), трёхкратный бронзовый призёр летних Олимпийских игр (2000, 2004, 2008). Помощник главного тренера женского футбольного клуба «Вольфсбург», по профессии банковский клерк и физиотерапевт.

## Карьера

### Клубная
Ариане Хингст начинала играть в юношеских командах с семи лет. В возрасте 15 лет она начала выступать за свой первый профессиональный клуб — «Герта» из Целендорфа. В 1997 году перешла в клуб из Первой Бундеслиги Турбине из Потсдама, в составе которого стала победителем Кубка УЕФА (2004/05), двукратным чемпионом Германии (2003/04, 2005/06) и трёхкратным обладателем Кубка Германии (2003/04, 2004/05, 2005/06).
В 2007 году Хингст вошла в состав команды «Юргорден» из шведского Дамаллсвенскана, где отыграла два сезона, работая неполный день физиотерапевтом в хоккейном клубе «Юргорден». В 2009 году вернулась в Германию, выступала за «Франкфурт», в составе которого стала обладателем Кубка Германии в сезоне 2010/11. В октябре 2011 года подписала контракт с австралийским футбольным клубом «Ньюкасл Юнайтед Джетс». 29 сентября 2012 года перешла в «Канберра Юнайтед», где и завершила карьеру игрока в 2013 году.

### В сборной
27 августа 1996 года дебютировала в составе основной национальной сборной в матче против Нидерландов. Первый гол забила 29 сентября 1996 года в ворота сборной Исландии. В составе сборной стала двукратным чемпионом мира (2003 и 2007), четырёхкратным чемпионом Европы (1997, 2001, 2005, 2009), трёхкратным бронзовым призёром летних Олимпийских игр (2000, 2004, 2008).

## Достижения

### Клубные

#### «Турбине»
- Кубок УЕФА: победитель2004/05
- Чемпионат Германии: чемпион (2) 2003/04, 2005/06
- Кубок Германии: победитель (3) 2003/04, 2004/05, 2005/06

#### «Франкфурт»
- Кубок Германии: победитель 2010/11

### В сборной
- Чемпионат мира: победитель (2) 2003, 2007
- Чемпионат Европы: победитель (4) 1997, 2001, 2005, 2009
- Олимпийские игры: бронзовый призёр (3) 2000, 2004, 2008

### Индивидуальные
- Серебряный лавровый лист[9]
- Спортсменка года земли Бранденбург (2007)
- Лучший бомбардир Фербандслиги 7x7 в залах (2015)